# あっとせぶんてぃーん
あっとせぶんてぃーん（@17、略称：あっせぶ）は、日本の老舗メイドカフェあっとほぉーむカフェの現役メイドで構成された日本のアイドルグループ。所属事務所はインフィニア。

## 概要
メンバーは全員あっとほぉーむカフェに所属する現役メイドで構成され、日々のお給仕に加え、お屋敷（＝店舗）を飛び出したお給仕（＝ライブ）を行っている。
ファンの呼称は、ご主人様/お嬢様が使われる。
グループ名の由来は、メイドは永遠の17歳、という店舗のコンセプトから来ている。「ゆめかわいく、みなさんを笑顔にできるポップアイコンになれるようなグループ」を目指し、日々活動している。
ロゴのデザインはアートディレクターのKASICO。2016年の結成時から現在に至るまで、＠17表記のロゴとして採用されている。

## 所属メンバー
※メイドは永遠の17歳
| 名前     | 生年月日 | メンバーカラー | 出身地             | 血液型     | 加入期 |
| -------- | -------- | -------------- | ------------------ | ---------- | ------ |
| ちろる   | 11月23日 | 赤             | お砂糖の国         | りぼん型   | 2期生  |
| こえび   | 5月12日  | 黄色           | 諸説あり           | △型        | 3期生  |
| つらら   | 11月24日 | 白             | 武蔵国             | 不明       | 3期生  |
| みしな   | 5月21日  | 水色           | 雲の上             | ふわふわ型 | 5期生  |
| えまちぃ | 9月15日  | 青             | ぽかぽかぷらねっと | お星さま型 | 5期生  |
| ちなつ   | 7月14日  | オレンジ       | もふもふ星         | O型        | 6期生  |
| なあな   | 8月7日   | 紫             | しあわせらんど     | 彩雲型     | 7期生  |

### 卒業メンバー
| 名前     | 生年月日 | 出身地                     | 血液型           | 加入期 | 備考 |
| -------- | -------- | -------------------------- | ---------------- | ------ | --- |
| ろきてぃ | 5月21日  | ぬいぐるみさんの国         | ふわふわ型       | 2期生  | 2019年2月、＠ほぉ〜むカフェより卒業。                                                                   |
| Chimu    | 8月1日   | ラベンダー畑               | AB型             | 1期生  | 2018年5月19日、4thシングルのラストリリースイベントを持って卒業。                                        |
| つきひ   | 6月5日   | はちみつの国               | えー型           | 1期生  | 2018年5月19日、4thシングルのラストリリースイベントを持って卒業。                                        |
| あんり   | 2月24日  | 魔法界                     | AB型             | 2期生  | 2018年5月19日、4thシングルのラストリリースイベントを持って卒業。                                        |
| はつね   | 8月20日  | イーストブルー             | めっぷる型       | 2期生  | 2018年5月19日、4thシングルのラストリリースイベントを持って卒業。                                        |
| もずく   | 5月5日   | あっちのほう               | あの子といっしょ | 2期生  | 2018年5月19日、4thシングルのラストリリースイベントを持って卒業。                                        |
| るちあ   | 11月19日 | マーメイド界               | シェル型         | 1期生  | 2018年10月7日、2ndワンマンライブを持って卒業。                                                          |
| あかりん | 3月25日  | アイドル界きらりんワールド | スター型         | 1期生  | 2019年4月13日、3rdワンマンライブにて卒業。                                                              |
| くろこ   | 9月13日  | 学園都市                   | B型              | 1期生  | 2019年4月13日、3rdワンマンライブにて卒業。                                                              |
| あいく   | 11月4日  | 遠い遠いお国               | 充電式型         | 2期生  | 2019年4月13日、3rdワンマンライブにて卒業。                                                              |
| かにぱん | 11月28日 | 北の森のパン工場           | かに型           | 2期生  | 2019年4月13日、3rdワンマンライブにて卒業。                                                              |
| くるみ   | 3月13日  | ホイップクリーム王国       | クリーム型       | 2期生  | 2019年4月13日、3rdワンマンライブにて卒業。                                                              |
| のの     | 3月29日  | とおいのはら               | A型              | 2期生  | 2019年4月13日、3rdワンマンライブにて卒業。                                                              |
| みう     | 10月25日 | ゆめの国                   | ももいろ型       | 2期生  | 2019年4月13日、3rdワンマンライブにて卒業。                                                              |
| ゆめな   | 2月7日   | 未来                       | O型              | 2期生  | 2019年4月13日、3rdワンマンライブにて卒業。                                                              |
| らめ     | 10月30日 | もりのみやこ               | きらめき型       | 2期生  | 2019年4月13日、3rdワンマンライブにて卒業。                                                              |
| めんま   | 6月10日  | ゆめの世界                 | 小型             | 3期生  | 2019年4月13日、3rdワンマンライブにて卒業。                                                              |
| れたす   | 1月18日  | レタス畑                   | 野菜ジュース型   | 3期生  | 2019年4月13日、3rdワンマンライブにて卒業。                                                              |
| かしま   | 4月10日  | めいど研究所               | 新型             | 4期生  | 2020年9月30日、8thシングルのリリースイベントを持って、プレミアムメイドとしての活動に専念するため卒業。  |
| みなりん | 1月27日  | りんりん王国               | Oがた            | 2期生  | 2020年10月22日、契約違反により店舗を退職、同時にグループの契約解除。                                    |
| りょん   | 4月24日  | ブラックホール             | 転生輪廻         | 4期生  | 2021年7月31日、りょん卒業ライブ「〜机にイニシャル〜」にて卒業。                                         |
| かげとら | 7月21日  | お米の国 → ライスランド    | Z型              | 2期生  | 2023年9月19日 『あっとせぶんてぃーん ワンマンライブ the last one mile』を持って卒業。                   |
| ももな   | 2月23日  | おにがしま                 | もも型           | 4期生  | 2024年4月6日 『あっとせぶんてぃーん ワンマンライブ ~ ももな卒業公演 ~ the last one mail』を持って卒業。 |

### ＠17（TIF2016時の期間限定メンバー）
※太字は2017年再結成時にも加入したメンバー
Chimu、つきひ、るちあ、あかりん、くろこ、みづきん、かがみ、しゃち、琥珀、あも、もなか、すぃ、れおな、しじみ、マンボウ、えり、いちご（計17名）

### あっとせぶんてぃーんオルタ
2018年に開催された、スーパーノヴァブックスのクラウドファンディング企画第二弾、『らんする～!! ～俺がアイドルになった理由(わけ)～』にて、作品の応援団として誕生。
「あっとせぶんてぃーん」から派生した、7人組・二次元好きユニット。あんり、くろこ、ちろる、つきひ、はつね、らめ、ろきてぃの7名で構成された。

## 略歴

### 2016年
- 8月5日 - 期間限定グループ「@17」として17名で結成し、TOKYO IDOL FESTIVAL 2016にて1stシングル「summer time / コ・コ・ロキャラメル」を同日に発売、TIF3日間の活動をもって活動終了[2]。

### 2017年
- 8月4日 - TOKYO IDOL FESTIVAL 2017にて、新たなメンバー19人で再結成。3日間全5ステージに出演。同日、2ndシングル「セブンティーンパフェ」を発売[注釈 1][9][10]

- 8月26日 - @JAM EXPO 2017（横浜アリーナ）に出演。[11]。
- 9月17日 - 3rdシングル「シュガー＊シュガー/バブルバスガール」の発売に先駆け、【はじめまして、ご主人様・お嬢様！！～＠１７怒涛のインストア・サーキット2017】を開催。関東圏HMVを中心に14箇所で展開。
- 11月22日 - 3rdシングル「シュガー＊シュガー/バブルバスガール」を発売。

### 2018年
- 4月6日 - ニッポン放送にて初の冠ラジオ番組となる『あっとせぶんてぃーんのご帰宅しませんか?』が放送開始[12]。

- 4月25日 - 4thシングル「毎日がジェットコースター/LOVE SONGは歌わない」を発売。本作よりアーティスト名表記が「あっとせぶんてぃーん」となった。リリースイベントは4月14日〜5月19日関東圏を中心に8箇所で展開。今回「毎日がジェットコースター」の楽曲にて初のMVを撮影[13]。

- 4月30日 - 東京キネマ倶楽部にて初のワンマンLIVE「あっとせぶんてぃーん ファーストワンマンLIVE！ ～初めまして、ご主人様！お嬢様！～」を開催。
- 8月4-5日 - TOＫYO IDOL FESTIVAL 2018に３年連続出演。

- 10月7日 - シダックスカルチャーホールにて、「あっとせぶんてぃ～ん2ndワンマンLIVE ～Thank you for Waiting my master & princess～」を開催[14]。

### 2019年
- 2月13日 - あっとせぶんてぃーん新メンバーオーディションを開催。後日、二次審査には平松可奈子、菊竹龍（TIF/TIP 総合プロデューサー）らが参加することが発表された[15]。
- 4月13日 - 「あっとせぶんてぃーん3rdワンマンライブ『未来ならここにある〜Our Future Begins Here〜』」(渋谷ストリームホール)を開催。このライブにて、異例の11人卒業となった。
- 4月29日 - 「あっせぶちゃんねる」と題し、Youtubeの定期投稿を開始。
- 6月8日 - 新メンバーとして、かしま、ももな、りょんの3名がお披露目。尚、かしまはオーディション前からあっとほぉ～むカフェに在籍するプレミアムメイドである。

### 2020年
- 2月24日 - 「あっとせぶんてぃーん 4th ワンマンライブ『ユメノミチシルベ』」(もみじ山文化センター/なかのZEROホール)を開催。
- 4月18日 - 「みんなで作るあっせぶソング企画」として、Youtubeでメンバーとご主人様、お嬢様の皆で歌詞を出し合い、曲を制作するというプロジェクトが開始。
- 5月31日 - 配信ライブ「あっとせぶんてぃーん定期公演2020 ♯0」を開催。新型コロナウイルスの影響により、ライブの中止を余儀なくされ、実に3ヶ月ぶりのライブとなった[16]。
- 9月23日 - 8thシングル「はなはなはなび」を発売。
- 9月30日 - 8thシングルのリリースイベントをもって、かしまが卒業。プレミアムメイドに専念する為[5]。
- 10月22日 - みなりんが契約違反の為、店舗を退職。同時にグループとしても契約解除することとなった[6]。
- 11月20日 - 「あっとせぶんてぃーん定期公演2020 ♯4 ウィンクでおでかけ」にて、6人体制初の新曲「ダンスフラミンゴ」を発表[17]。

### 2021年
- 6月9日 - 3年ぶりとなるアルバム「risk」を発売。2019年の新体制スタート時から2021年3月までに発表した12曲を全て収録[18]。
- 8月14日 - あっとほぉーむカフェ17周年記念プロジェクト「めいどいん！」への兼任を発表[19]。

### 2022年
- 2月15日 - めいどいん!の派生グループの一つとして、あっとせぶんてぃーんが再始動。えまちぃ・みしなの2名が加入し、7人体制となった[20]。対バンライブなどに出演する際は「めいどいん！fromあっとせぶんてぃーん」の表記となっていた[21]。
- 2月23日 - 「あっとせぶんてぃーんLIVE MONNALISA」をAKIBAカルチャーズ劇場にて開催。5人体制でのラストライブ。

### 2023年
- 9月19日 - かげとらがワンマンライブ『the last one mile』を持って卒業。

### 2024年
- 1月27日 - 9thシングル「アマデウス」を発表。
- 3月28日 - めいどいん！としてめいどいん！ラストライブツアー『Never End』を大阪&東京の2公演開催。この公演を持って、あっとせぶんてぃーんは従来通り、単独のユニットとして稼働することが多くなった。
- 4月6日 - ももながワンマンライブ『ももな卒業公演 ~ the last one mail』を持って卒業。
- 4月11日 - 大阪プレミアムメイドのちなつが新メンバーとして加入することをtiktokライブで公表。
- 8月15日 - 新メンバーオーディションの告知が行われた。
- 9月15日 -「ワンマンライブツアー 機は熟した」にて、オーディションの結果、新メンバー「なあな」の加入を報告。
- 同日、ワンマンライブ内のMCにて、「ドリーミュージックからのメジャーデビュー」を報告。プロデューサーは綾小路翔。バンナム時代はめいどいん！内のユニットに内包される形でのデビューだったため、あっせぶ単体としてはこれが初のメジャーデビューになる。
- 9月29日あっとせぶんてぃーん新体制お披露目イベント「～すみれ せぷてんばー ♥～」を開催。
- 11月6日 あっとせぶんてぃーんファンミーティングvol.1 「ジョーカーと7つの魔法」がAKIBAカルチャーズ劇場で開催。事務所およびレーベルのプロデューサーも含め、メジャーデビューに向けての露払いとなるイベントとなった。
- 12月18日 - 氣志團 綾小路翔のプロデュース曲「メイド in Nippon」にてドリーミュージックよりメジャーデビュー。
- 12月23日 - あっとせぶんてぃーんワンマンライブ「風立ちぬ」が代官山UNITにて開催された。メジャーデビュー後、初の7人体制でのワンマンのライブとなる。

### 2025年
- 3月23日 - あっとほぉーむカフェ20周年を記念した「20th Anniversary Special Music Day 〜Spring〜」にて、ワンマンライブ「Road to 2000　First Fight　1/175」をパームス秋葉原にて開催。
- 3月27日 - 「アイドルアラモード Vol.23」Zepp Shinjukuに出演。
- 5月17日 - ワンマンライブ「Road to 2000　Osaka Fight　1/125」をYokibo META VALLEYにて開催。
- 同日、ワンマンライブ「Road to 2000 Tokyo Fight 1/1 Bounce Back!!」をLINE CUBE SHIBUYAで行うことを告知。

## 作品
※めいどいん!兼任後については、あっとせぶんてぃーん楽曲が含まれるもののみ掲載。

### タイアップ
| 曲名           | タイアップ                                                     |
| 2020年         | 2020年                                                         |
| -------------- | -------------------------------------------------------------- |
| はなはなはなび | 開演55周年記念りんどう湖花火大会 OA曲                          |
| はなはなはなび | RADIO BERRY 夕方ワイド番組「B･E･A･T」9月後半エンディングテーマ |
| はなはなはなび | TBS「イベントGO!」の10月度オープニングテーマ                   |

## 出演
※太字は現在放送中のもの。

### バラエティ番組
- 超!アイドル戦線（2018年、TOKYO MX）
- ミュートマ2（2018年、テレビ神奈川）

### ラジオ
- ラジオのアナ～ラジアナ（2017年9月、NACK5）
- キラメキミュージックスター（2017年10月、NACK5）
- Tresen Friday（2017年10月、FMヨコハマ）
- カメレオンパーティー（2017年11月、NACK5）
- 夜中メイクが気になったから（2017年11月、ラジオ大阪）
- Fine!～岩佐美咲のわびさびラジオ～（2017年12月、TBSラジオ）
- 劇団サンバカーニバル（2017年12月、FM FUJI）
- ラジオのアナ～ラジアナ（2017年12月、NACK5）
- あっとせぶんてぃーんのご帰宅しませんか?（2018年4月 - 2019年3月、ニッポン放送）[12]
- ラジオiNEWS（2018年5月、ラジオNIKKEI第1放送  月間木曜ゲスト）
- J-Music Night（2018年9月 - 2019年6月、ラジオNIKKEI第1放送  毎月第一金曜パーソナリティ 出演：かにぱん、みなりん）
- あっとせぶんてぃーんのUpdate for me!（2020年4月 - 2021年3月、Radio Berry）- 出演：かしま（～2020年8月）、こえび（2020年8月～）
- RADIO MANIART(THU.) メイドが私服にきがえたら（2020年4月 - 6月、FM PORT）
- Master My Dear（2020年10月 - 2021年3月、InterFM897）- 出演：ももな（メインDJ）

### WEB
- スタートゲート（2017年9月、AmebaFRESH!/文化放送）

### 雑誌
- tulle1号（2017年、スペースシャワーネットワーク）
- tulle2号（2018年5月、スペースシャワーネットワーク）